# Geoxus annectens
Geoxus annectens és una espècie de mamífer rosegador de la família dels cricètids. És endèmic de la província de Valdivia (Xile). El seu hàbitat natural són les selves temperades. Està amenaçat per la fragmentació dels boscos a conseqüència de la tala d'arbres. El seu nom específic, annectens, significa ‘annexionador’ en llatí. Fins al 2016 se'l classificà en el seu propi gènere, Pearsonomys.